# Cagny (Somme)
Cagny település Franciaországban, Somme megyében. Lakosainak száma 1198 fő (2022. január 1.). Cagny Amiens, Boves, Longueau és Saint-Fuscien községekkel határos.

## Népesség
A település népességének változása:
| Lakosok száma | 1224 | 1201 | 1223 | 1204 | 1205 | 1203 | 1208 | 1204 | 1198 |
|               | 2013 | 2015 | 2016 | 2017 | 2018 | 2019 | 2020 | 2021 | 2022 |